# ترافيس كلاريدج
ترافيس كلاريدج (بالإنجليزية: Travis Claridge)‏ هو لاعب كرة قدم كندية أمريكي، ولد في 23 مارس 1978 في ديترويت في الولايات المتحدة، وتوفي في 28 فبراير 2006 في وادي لاس فيغاس في الولايات المتحدة.

## وصلات خارجية
- ترافيس كلاريدج على موقع مرجع كرة القدم المحترفة.كوم (الإنجليزية)
- ترافيس كلاريدج على موقع JustSportsStats.com (الإنجليزية)